# 李德生 (嘉慶進士)
李德生（1782年2月25日—1852年10月28日），字仲惠，號培階，河南南阳镇平县石佛寺李营人，清朝政治人物，嘉庆乙卯進士。历官云南定远县、大姚县、易门县知县，镇雄州知州加同知衔、巧家厅同知兼摄东川府、东川府知府。

## 生平
嘉庆十八年（1813年）乡试中举，嘉庆二十四年（1819年）登進士，出自民族英雄林则徐门下，敕授文林郎，诰授朝议大夫。
道光十三年二月（1833年3月），吏部选派云南省定远县知县（民国三年改称牟定县至今），道光十三年八月十五日（1833年9月28日）仲秋节到任，题其署衙大堂名曰：「与民相见」，楹联为：「早座堂，早结案，早完国稞，勤勤慎慎，从此地做去；不想钱，不生气，不纵家丁，安安祥祥，向其中讨来。」每次出门，不用威仪，仅一二仆人相随，路遇百姓争执，每置座而劝解之。勤政爱民，清廉奉公，无日不以兴利除弊为急务。裁减童生考试费用，捐增文龙书院津贴以发展教育；精简吏役剔除征税中间环节，替山区穷苦农民完税，减轻底层人民负担；积极响应林则徐禁烟运动，查禁地方罂粟；在深山密林形势险峻要道关隘处筑路建哨，维护地方治安，利于商贾行旅；建平成闸以兴修水利；逢农事节令必到乡间视察农民耕种丰欠，李德生有《午日赏农》诗一首：“寒烟连树子规啼，田野争趋雨一犁。人向忙中过节令，我乘霁后踏新泥。榴花结艳辉红陌，菖叶分光映绿畦。独恨此行忘载酒，慰伊力作遍招携。”明年政通人和，申请修《定远县志》，获云南布政使司批准，由李德生任纂修，于道光十五年冬成书。李德生在《定远县志》凡例中强调：「惟实实有关于此地民生大事始录之，恐其一字之诬诬全书，因理正之以成信志 。《定远县志》自天文、地理、山川、建制、暨学校风俗，靡不详载。类分三十六目，共成八卷，以卷领目，名目为志。详而不冗，简而不漏。采访节孝百三十人予以旌表，表彰贞节，维持风化。仓储一志，内容详备，防灾救灾，可见一斑。《定远县志》最早用文字记录了中国西南边疆彝族传统左脚舞等民族风俗；最早用文字记录了定远县铜矿生产和盐井生产。后人采之，即据为千秋之信史。
道光十七年（1837年）署大姚县知县三个月，时间虽短暂，但任事实心，行政干练，裁汰规费，减免童试卷价，夫人教姚民纺织，造福大姚百姓，姚民竟立长生禄位，禁弗能止，其政绩被道光《大姚县志》撰文永记。三个月后复任定远县知县，在任六年定远大治，立大功五次。
道光十八年（1838年）调任易门县知县加五级，纪录二十一次。初抵任时颇繁难，前任多名循吏皆因铜政被议，李德生有《易门即事诗》云：“宦迹蓬飞两鬓残，笵甑褚笠守儒寒。学为廉吏谈何易，博得循声称亦难。才短愧无新雨露，事忙懒换旧衣冠。何时闲散偿归志，平子台前把钓竿。”经过深入细致调查研究铜务（开采、冶炼、储运、销售）著《铜政论》 ，决心革除之前各级官吏诸多攘公肥私弊端，改进铜矿管理办法，铜产量增加。
道光二十年六月（1840年7月）升镇雄州知州（加一级），十月丙子（十月十三日；11月6日），又以办铜逾额加同知衔。
道光二十二年（1842年）以办铜有功升东川府知府。李德生以民生为执政首要，体恤民苦，仁政惠民，向上请准减免繁重矿税，捐置义地，使众多失业矿工得以复业，为惠尤巨，深受各族百姓爱戴。
道光二十四年（1844年）东川府城垣坍塌，禀请重修，照前规模加高三尺，内皮改用方石扣砌，另用净土筑填牢实。垛口排墙，一律拆砌，添用新砖。石帽楼橹，炮台柵门，重新建造，较前坚固。城身高二丈一尺，周围垛口一千三百七十二个，李德生带头捐银并劝官绅士民富户捐银，共筹捐银一万六千三百六十六两，并未报请帑。事俊题奏，蒙议叙在案。
道光二十七年正月十三日（1847年2月27日），东川府巧家厅湯丹厂突发回汉百姓聚众持械斗殴伤毙案，史称“湯丹案”，李德生闻信，从一老奴，单骑走山径中，越两昼夜达难所，处置审理“汤丹案”强调：“同系赤子，但分良莠，不问汉回”。判别曲直，分清首从，只诛首犯，从者不问。调拨粮款对难民给粮筑屋予以救济，并拿自己的俸银安慰抚恤难民，民怨释然。受到时任云贵总督林则徐的高度赞赏：“汝之为官，可谓不负所学，亦不负吾所知矣！即如湯丹一案，谁能如是，肯如是，敢如是者！”林则徐亲书「太守第」匾额赠与李德生，深加奖励卓異列上考，李德生在东川府四续其任。
道光三十年（1850年）因年老请辞，朝廷未批准，且以助永昌军需功继续留任东川知府（道光三十年五月至十月任巧家厅同知兼摄东川府），咸丰二年九月十六日（公元1852年10月28日）以疾终于东川府官邸，享年七十一岁。

## 论著
目前发现的李德生论著有：《定远县志》，《易门县志手稿》，《铜政论》，《重疏水城碑记》，《平成闸记》，《惠民仓碑记》，《裁革考试陋规碑记》，《配给新添哨兵银米记》，《北界呈请自立小户判词》，《捐给军犯口粮记》，《镇西楼二故官像》，《倒插山茶》，《僧天文》，《跃龙门》，《樟木树》等文；诗《开征》、《住莲城寺》、《由莲城寺回县》、《午日赏农》、《易门即事诗》等五首。
李德生所修撰云南《定远县志》被收集到《楚雄彝族自治州旧方志全书》中，云南人民出版社已于2005年出版发行。《定远县志》抄稿本还被中央民族大学出版社，作为中国边疆民族地区方志丛刊，于2010年8月1日影印出版发行 。易门县历次修志都全文载李德生所著《铜政论》和《重疏水城碑记》。
河南《镇平县志》、云南《东川府志》、《定远县志》（牟定县志）、《易门县志》、《大姚县志》、《镇雄县志》、《巧家县志》、《楚雄彝族自治州旧方志全书》、《东川古代简史》，以循吏立传记载李德生的事迹。清代缙绅录集成（清华大学图书馆藏书）一书对李德生在云南各地任职有比较详细的记录，林文忠公政书和林则徐集（奏稿、下）有李德生任东川府知府期间处置审理汤丹案的记载。道光朝实录157二十年十月丙子记载“以办铜逾额，加云南知州李德生同知衔”。

## 墓葬
李进士墓，镇平县文物保护单位，2012年12月公布，保护范围：以墓为中心东南西北四向各外延二十五米。咸丰四年（1854年）灵柩由三子李旸四子李晋护灵，从云南东川启程经水路回河南老家，所过州县均对灵柩刷漆一遍以示哀悼，长子李旭次子李晖陆路接灵。咸丰四年十月十九日（公元1854年11月8日）归殡西老坟祖茔。
李德生的墓茔已被镇平县人民政府确定为文物保护单位。

## 評價
李德生云南为官二十载，由定远、大姚、易门、镇雄、巧家、至东川，每到一地都能整顿吏役，兴利除弊，发展生产，亲民惠民。《东川府志·循吏篇》记载：知府李德生，性仁爱，教民勤俭，捐置义地，厂欠有逃亡者禀请豁免，硐户子孙得以复业，为惠尤巨。李德生一身正气，慷慨捐助，病故后运送其灵柩回家乡的资费拮据不够，只能暂厝于江右人之乡堂，夫人先回原籍筹措资费，两年后（咸丰四年十月十九日；1854年11月8日）灵柩才运回故里安葬。光绪二年镇平县志编纂者及李德生传作者王翊运（举人出身、85岁）在撰写李德生墓碑文时万分感慨：「张恭人先归兄弟拮据归櫬之资仍由原籍所措置......令人敬仰之余又为长太息唉，呜呼！音容虽隔模范匪遥。」李氏家族中流传，李德生在官场曾遇一赃官，那赃官讥讽李德生所穿马靴破旧，李德生当面回敬赃官：“帮破底子好”。直揭赃官的痛处，那赃官顿时面露尴尬无言以对，并怀恨在心伺机陷害报复。

## 家族
- 李蛟龙（高高祖，字海吾，坟在苏寨东南）
  - 李世奇（高祖，字茂等，府庠生，坟在苏寨东南）
    - 李  綵（曾祖，字绘天号绘堂，乡饮介宾，拔茔西老坟，生于康熙三十四年七月二十一日，卒于乾隆三十六年三月二十七日，享年七十七）
      - 李儁畅（祖，字秀万，岁进士，诰封朝议大夫，光绪县志载其“笃志勤学人推为纯儒”，建“和平堂”，立祖训：耕读传家即为敬宗尊祖，忠厚善良便是孝子贤孙，谦恭俭让。生于乾隆元年四月三日，卒于嘉庆十年九月十三日，享年七十）
        - 李  铣（伯父，东和平堂）
        - 李  锦（父，字云章，邑庠生，西和平堂，勅授文林郎，加赠奉政大夫，诰授朝议大夫，生于乾隆十九年正月三十日，卒于嘉庆二十一年四月初一日，享年六十三）
        - 杨太恭人（母，诰封太恭人，生于乾隆二十二年九月十七日，卒于道光十年七月初一日，享年七十四）
          - 兄弟四人大行九人：
          - 李大生（堂兄，行一大行一）
          - 李恒生（胞兄，监生，行一大行二）
          - 李德生（行二大行三）
          - 李本生（胞弟，行三大行五，岁贡生，县志载其品优学裕家居授徒等于河汾之设教焉）
          - 李琳生（胞弟，行四，学成而未得年）
          - 李华生；李广生；李运生；李景生（堂弟）
            - 子四人：
            - 李旭（长子，字晓亭，号竹泉，附贡生，誥授儒林郎，侯铨训导加理问衔。生于嘉庆十年二月十三日辰时，卒于同治五年八月十七日酉时，享年六十二）
            - 李晖（次子，增贡生）
            - 李旸（三子，附贡生，白井提举加运铜衔，署安宁羅平两州事）
            - 李晋（四子，监生，贵州遵义同知）
              - 孙十一人（子辈）：
              - 李子强（长孙，大门 ，岁贡生，清例授修职佐郎，五龄熟复尔雅，任光绪县志采访，任石佛寺义学经理，因皖匪猖獗曾居苇湖山寨，晚年修家谱牌位，请县志总攥者举人王翌运撰进士碑文，为祖进士立碑并沐浴更衣亲书碑文，一生乐善好施，宁亏己不亏人，生于道光六年十月二十四日寅时，卒于宣统二年七月初七日戊时，享年八十五，坟营北）
              - 李子襄（邑庠生）；李子川（六品军功）；李子卓（孙，二门）
              - 李子滇（从九品）；李子封（太学生）；李子勉（五品蓝翎）；李子雄（五品蓝翎）；李子堃（孙，三门）
              - 李子衿（八品军功）；李子黔（孙，四门）
                - 曾孙二十八人（夫辈）
                  - 玄孙六十一人（鸿辈）
                    - 六世孙百十二人（毓辈）
                      - 七世孙二百三十六人（克辈）
                        - 八世孙三百九十八人（守辈）
                          - 九世孙（家辈）
                            - 十世孙（法辈）
                              - 振作显荣，光传庆永